# Angelo Sormani
Angelo Benedicto Sormani (ur. 3 lipca 1939 w Jaú) – włoski piłkarz pochodzenia brazylijskiego grający na pozycji napastnika.

## Kariera klubowa
Sormani piłkarską karierę rozpoczął w klubie Santos FC. W 1958 roku zadebiutował w jego barwach w lidze brazylijskiej. Już w pierwszym sezonie wywalczył mistrzostwo stanu São Paulo, a w 1960 roku powtórzył ten sukces. W 1961 roku po raz trzeci zdobył mistrzostwo stanowe.
Latem 1961 Sormani wyjechał do Włoch. Jego pierwszym klubem w tym kraju była pierwszoligowa AC Mantova. W lidze zadebiutował 27 sierpnia w zremisowanym 1:1 wyjazdowym meczu z Juventusem Turyn. We Mantovie grał w ataku i wykazał wysoką skuteczność. W sezonie 1961/1962 zdobył 16 goli w lidze i został wicekrólem strzelców, a rok później uzyskał 13 trafień i także plasował się w czołówce strzelców. Latem 1963 za 500 milionów lirów przeszedł do silniejszej Romy. W rzymskim klubie spędził jeden sezon, ale zdołał wywalczyć Puchar Włoch. Już po roku był piłkarzem Sampdorii, ale i tu grał tylko przez 12 miesięcy.
W 1965 roku po Sormaniego zgłosił się A.C. Milan. W klubie tym stał się gwiazdą i miał pewne miejsce w ataku. W sezonie 1965/1966 strzelił 21 bramek, jednak to Luis Vinicio z Lanerossi Vicenza został królem strzelców. Swój pierwszy sukces w barwach "rosso-nerich" Sormani osiągnął w 1967 roku, gdy zdobył swój drugi Puchar Włoch. W 1968 roku natomiast sięgnął po swoje pierwsze "scudetto", a także po Puchar Zdobywców Pucharów (wystąpił przez 90 minut w wygranym 2:0 finale z Hamburger SV). W 1969 roku zdobył z Milanem Puchar Mistrzów, walnie przyczyniając się do tego bramką strzeloną w wygranym 4:1 finale z Ajaksem Amsterdam. W tym samym roku wygrał także Puchar Interkontynentalny.
W 1970 roku Sormani opuścił Mediolan i przeniósł się na południe do Neapolu. W drużynie tamtejszego SSC Napoli, gdzie także grał w wyjściowej jedenastce. W swoim pierwszym sezonie w tym klubie zajął 3. miejsce w lidze, ale w kolejnym dopiero 8. W sezonie 1972/1973 reprezentował barwy Fiorentiny (4. miejsce). Ostatnim jego klubem w karierze był Lanerossi Vicenza, w którym grał przez 3 lata, ale nie osiągnął większych sukcesów. Karierę zakończył w 1976 roku. Liczył sobie wówczas 37 lat.
| Sezon   | Klub              | Kraj     | Rozgrywki             | Mecze | Bramki |
| ------- | ----------------- | -------- | --------------------- | ----- | ------ |
| 1958    | Santos FC         | Brazylia | Campeonato Brasileiro | ?     | ?      |
| 1959    | Santos FC         | Brazylia | Campeonato Brasileiro | ?     | ?      |
| 1960    | Santos FC         | Brazylia | Campeonato Brasileiro | ?     | ?      |
| 1961    | Santos FC         | Brazylia | Campeonato Brasileiro | ?     | ?      |
| 1961/62 | AC Mantova        | Włochy   | Serie A               | 31    | 6      |
| 1962/63 | AC Mantova        | Włochy   | Serie A               | 33    | 13     |
| 1963/64 | AS Roma           | Włochy   | Serie A               | 25    | 6      |
| 1964/65 | UC Sampdoria      | Włochy   | Serie A               | 30    | 2      |
| 1965/66 | A.C. Milan        | Włochy   | Serie A               | 32    | 21     |
| 1966/67 | A.C. Milan        | Włochy   | Serie A               | 18    | 4      |
| 1967/68 | A.C. Milan        | Włochy   | Serie A               | 29    | 11     |
| 1968/69 | A.C. Milan        | Włochy   | Serie A               | 29    | 4      |
| 1969/70 | A.C. Milan        | Włochy   | Serie A               | 29    | 5      |
| 1970/71 | SSC Napoli        | Włochy   | Serie A               | 25    | 5      |
| 1971/72 | SSC Napoli        | Włochy   | Serie A               | 28    | 2      |
| 1972/73 | AC Fiorentina     | Włochy   | Serie A               | 9     | 0      |
| 1973/74 | Lanerossi Vicenza | Włochy   | Serie A               | 24    | 5      |
| 1974/75 | Lanerossi Vicenza | Włochy   | Serie A               | 22    | 4      |
| 1975/76 | Lanerossi Vicenza | Włochy   | Serie B               | 11    | 3      |
|         |                   |          | Łącznie w Serie A     | 364   | 98     |

## Kariera reprezentacyjna
Sormani nie występował nigdy w reprezentacji Brazylii. Po przyjeździe do Włoch przyjął tamtejsze obywatelstwo. W 1962 roku został powołany przez selekcjonerów Paola Mazzę i Giovanniego Ferrariego do kadry na Mistrzostwa Świata w Chile, mimo że nie zaliczył debiutu w kadrze narodowej. Swój pierwszy mecz rozegrał 7 czerwca, a Włochy pokonały w meczu grupowym Szwajcarię 3:0, ale odpadły z dalszej rywalizacji. W "Squadra Azzurra" wystąpił w 7 meczach i zdobył 2 gole (w dwóch wygranych meczach: 1:0 z Turcją i 3:0 z Brazylią).

## Kariera trenerska
Po zakończeniu kariery piłkarskiej Sormani przez krótki okres był trenerem. W 1980 roku bez sukcesów prowadził SSC Napoli. W 1986 roku został pierwszym szkoleniowcem Romy i zajął z nią 7. miejsce w Serie A, a po sezonie został zastąpiony przez Szweda Nilsa Liedholma. Obecnie jest komentatorem dla stacji sportowej Stream TV.